# Президентские выборы в Египте (2014)
Президентские выборы состоялись 26, 27 и в дополнительный день (в связи с низкой явкой) 28 мая 2014 года перед парламентскими выборами. Об этом объявила Высшая избирательная комиссия Египта 30 марта 2014 года.

## Хронология
3 июля 2013 года в Египте произошёл военный переворот, в результате которого был отстранен президент Мохаммед Мурси. Временным главой государства стал глава Конституционного суда Адли Мансур. Было объявлено о проведении досрочных президентских выборов в Египте в феврале 2014 года. После выборы отложили на апрель 2014 года, не называя точные даты.
30 марта 2014 года Высшая избирательная комиссия Египта официально назначила дату предстоящих президентских выборов на 26 и 27 мая. Второй тур в случае необходимости будет проведен 16 и 17 июня. Итоги голосования должны быть официально объявлены не позднее, чем через десять дней после его проведения.
Регистрация кандидатов началась 31 марта 2014 года и продлится до 20 апреля. Официальная предвыборная кампания стартует 3 марта и завершится за три дня до выборов.
Первым кандидатом был зарегистрирован Абдул-Фаттах Халил Ас-Сиси. Также по состоянию на апрель 2014 было зарегистрировано ещё два кандидата: Хамден Сабахи и Мортада Мансур.
В Избирательной комиссии Египта заявили, что к крайнему сроку подачи заявок и всех необходимых документов на участие успели только Абдул-Фаттах Ас-Сиси и Хамден Сабахи. За Ас-Сиси было подано 188,9 тыс. заверенных подписных листов (по закону положено не менее 25 тыс.), за Сабахи — 31,6 тыс. подписей. Третий потенциальный кандидат — юрист и президент футбольного клуба «Замалек» Муртада Мансур, 19 апреля официально отказался от участия в выборах в пользу Ас-Сиси.

## Кандидаты

### Абдул-Фаттах Халил Ас-Сиси
|  | Абдул-Фаттах Халил Ас-Сиси являлся с 12 августа 2012 по 27 марта 2014 министром обороны и Председателем ВСВС. 3 июля 2013 года организовал государственный переворот, в ходе которого был свергнут президент Мухаммед Мурси. 27 января 2014 года Высший совет вооруженных сил призвал Абдул-Фаттаха Ас-Сиси выдвинуться в кандидаты на пост президента страны. Как ожидается, в ближайшее время он должен объявить, готов ли он принять это предложение и баллотироваться на пост главы государства. В случае положительного решения ему придется уйти в отставку согласно закону. 28 января Абдул Фаттах Ас-Сиси был зарегистрирован как кандидат на пост президента Египта 6 февраля Абдул-Фаттах Ас-Сиси согласился стать кандидатом на пост президента страны. В интервью кувейтской газете «Ас-Сияса» он заявил, что «у него нет другого выбора, кроме как выполнить требования народа Египта» и выдвинуть свою кандидатуру на пост президента. 26 марта Абдул-Фаттах Ас-Сиси в телевизионном обращении объявил о своем увольнении с постов министра обороны и командующего армией Египта, для того, чтобы участвовать в выборах президента. |

### Хамден Сабахи
|  | Хамден Сабахи являлся ещё участником президентских выборов в 2012 году. Член Партии достоинства (вошедшей в Демократический альянс на выборах 2011 года). В августе 2013 поддержал отстранение Мурси от власти военными. В конце января 2014 года снял свою кандидатуру, однако затем изменил своё решение, и 8 февраля 2014 зарегистрировался в качестве кандидата, когда он занял 3 место с 21,5 % голосов. Насерист по убеждениям, поддержан левыми силами («Революционные социалисты», Социалистический народный блок, Египетское народное течение, Конституционная партия, «Свобода Египта», Партия справедливости, Партия достоинства). |

## Отказались от участия

### Халед Али
|  | Юрист и профсоюзный деятель левого толка Халед Али, участвовавший в президентских выборах 2012 года, первоначально заявил, что намерен участвовать и в выборах 2014 года. Снял свою кандидатуру 16 марта 2014. |

### Мохаммед эль-Барадеи
|  | Мохаммед эль-Барадеи с 1 декабря 1997 по 1 декабря 2009 был главой МАГАТЭ. В апреле 2012 года заявил о создании своей партии для достижения целей революции. По его словам, партия будет находиться выше какой-либо идеологии и стремиться достичь демократии. Партия получила название Конституционной. 4 июля 2013 года молодёжное оппозиционное движение «Тамарруд» (в переводе с арабского — «бунт») выдвинуло кандидатуру Мухаммеда Эль-Барадеи на пост премьер-министра республики. Об этом сообщил информационный портал «Аль-Яум ас-Сабиа». 9 июля 2013 указом и. о. президента Адли Мансуром назначен на должность вице-президента Египта. В августе 2013 подал в отставку, после которой покинул Конституционную партию и уехал из страны. |

### Ахмед Шафик
|  | Ахмед Шафик был премьер-министром Египта с 29 января 2011 года (оставался в должности и с 11 февраля по 3 марта 2011 года, но в качестве временно исполняющего обязанности). Ранее занимал посты главнокомандующего ВВС Египта (1996—2002) и министра гражданской авиации (2002-11). Маршал авиации. В 2012 году выдвинул свою кандидатуру на выборах в Президенты АРЕ. В начале мая 2012 года, согласно опросам газеты «Аль-Ахрам», был одним из наиболее вероятных кандидатов на победу в выборах. В сентябре 2012 создал собственную партию. После свержения Мухаммеда Мурси заявил, что выставит свою кандидатуру на выборах президента, только если Абдул Ас-Сиси не будет выставлять свою. В марте 2014, в связи с тем, что Ас-Сиси выставил свою кандидатуру, Ахмед Шафик от участия в выборах отказался. |

### Мортада Мансур
|  | Мортада Мансур является христианским коптом. С 2012 года — председатель Либеральной Конституционной партии Египта. В апреле 2014 был зарегистрирован в качестве кандидата на пост президента Египта. 19 апреля 2014 отказался от участия в выборах в пользу Ас-Сиси. |

## Социологические опросы
| Дата          | Ас-Сиси        | Мурси | Сабахи             | н/о  | Против всех |
| Дата          | самовыдвиженец | ПСС   | Партия Достоинства | н/о  | Против всех |
| ------------- | -------------- | ----- | ------------------ | ---- | ----------- |
| Сентябрь 2013 | 46 %           | 44 %  | —                  | 10 % | —           |
| Февраль 2014  | 51 %           | —     | 1 %                | 45 % | —           |
| Март 2014     | 39 %           | —     | 1 %                | 59 % | —           |
| Май 2014      | 76 %           | —     | 2 %                | 22 % | —           |

## Голосование

### Предварительное
15 мая для египетских граждан, проживающих за границей началось голосование на избирательных участках, расположенных на территории диппредставительств в более, чем 120 странах. В течение 4 дней проголосовать смогли около 600 тысяч египтян. Закончилось голосование 19 мая. 21 мая генеральный секретарь Высшей избирательной комиссией страны Абдель Азиз Салман огласил итоги голосования. По ним, Ас-Сиси получил 296 тысяч 628 голосов, Хамдин Сабахи — 17 тысяч 207. Явка превысила 50 %, а всего на избирательные участки пришли 318 тысяч 825 человек. Недействительными признаны 4198 бюллетеней. Участки не открывались в странах, охваченных гражданской войной, в частности, в Ливии, Сирии и Сомали.

### Дни тишины
24 мая начались два «дня тишины» с полным запретом на агитацию. Двадцатидневная предвыборная кампания закончилась массированной агитацией обоих кандидатов: один дал большое телеинтервью, а другой организовал митинг в Каире.

### Основное
26 мая голосование проходило с 9.00 (10.00 мск) до 21.00 (22.00 мск). Избирательным правом в Египте с населением в почти 80 млн человек, наделены около 54 млн граждан. По всей стране 13 899 школ были переоборудованы в избирательные участки. Наблюдение вели 16 тысяч судей. Абдул Фаттах Ас-Сиси проголосовал на избирательном участке в Каире, где собралось множество репортеров и его сторонников. Временный президент Египта Адли Мансур призвал обеспечить высокую явку на выборах вне зависимости от политических пристрастий:
Мы дистанцировались от обоих претендентов на высший пост в стране и никогда не будем указывать гражданам, за кого нужно голосовать. Все, к чему мы призываем, это активное участие в голосовании, которое подтвердит вашу приверженность демократическим ценностям и станет очередным свидетельством, что наша революция была подлинной.
На многих участках начали собираться очереди ещё за полчаса до открытия. В городе Эль-Махалла Эль-Кубра провинции Гарбия в 80 км к северо-западу от Каира прогремел взрыв на одном избирательном участке. Сообщений о жертвах и пострадавших не поступало. Позже, министр внутренних дел опроверг информацию о взрыве, сказав, что громкий звук был вызван хлопком из выхлопной трубы автомобиля. В пригороде столицы Нахия был убит координатор молодёжного движения «Тамарруд» («Бунт») Мухаммед Фатхи, входившийв предвыборный штаб Ас-Сиси. Безопасность на выборах обеспечивали около 80 тысяч военнослужащих и около 400 тысяч полицейских, в том числе «женская» полиция в составе 42 тысяч человек. В различных районах столицы и по стране размещены спецотряды быстрого реагирования. Для предотвращения возможных диверсий автомобилям запрещено останавливаться в радиусе 200 метров от участков. За ходом голосования следили около 80 местных неправительственных организаций, а Евросоюз отправил около 150 наблюдателей. В целом, голосование прошло в относительно спокойной обстановке при средней явке избирателей. Наблюдатели зафиксировали 127 жалоб, поданных избирателями и представителями штабов кандидатов, касающихся агитации во время голосования и неоднократно возникавших стычек между сторонниками Ас-Сиси и Сабахи.
27 мая избирательные участки открылись в 9.00 (10.00 мск). Несмотря на национальный праздник и бесплатный общественный транспорт, многие избирательные участки оставались пустыми на протяжении долгого времени. Из-за слабой активности избирателей центризбирком принял решение на час продлить голосование, а правительство Египта объявило 27 мая выходным днем в госучреждениях. Кроме того, в избирательной комиссии не исключили, что в случае наплыва египтян избирательные пункты будут работать «до последнего клиента». Позже, член избиркома Абдельваххаб Абдельраззак сообщил, что «голосование на выборах президента республики продлено на третий день», а предвыборные штабы двух кандидатов уже заявили свои официальные протесты по этому поводу. За два дня проголосовали лишь 37 % избирателей, а для признания выборов состоявшимися нужно не менее 50 %.
28 мая в 21:00 по местному времени (22:00 московскому) избирательные участки закрылись и начался подсчет голосов. Член избирательной комиссии Тарек Аль-Шибл объявил, что проголосовали более 21 миллиона избирателей из 54 миллионов — примерно 39 процентов от всего электората.

## Результаты
Согласно данным, полученным после подсчета голосов из 2 тысяч избирательных участков (из 12 тысяч), ас-Сиси набрал 90 % голосов избирателей. Согласно предварительным результатам от 29 мая, он набрал 93,3 %, тогда как Хамдин Сабахи — 3,0 %. 3,7 % бюллетеней были признаны недействительными. Явка избирателей — около 44,4 процента. Когда стали известны первые данные об итогах выборов, в Каире сторонники ас-Сиси вышли на улицы, размахивая национальными флагами, автомобилисты выражали свою радость гудками, а в небо запускали многочисленные фейерверки. После подсчета голосов в 327 из 352 избирательных округов за ас-Сиси — 92,3 % (свыше 22,3 млн человек), за Хамдина Саббахи — 3,5 % (852 тыс.). 4,1 % бюллетеней, около одного миллиона, были признаны недействительными. Явка, по последним данным, составила 47 %.
29 мая новостной портал «Аль-Яум ас-Сабиа», согласно полученным неофициальным данным избиркома после подсчета 100 % голосов, сообщил, что ас-Сиси получил 92,9 % (23 264 306 человек), а Хамдин Сабахи — 3 % (752 300). Количество недействительных бюллетеней превысило 1 млн (около 4,1 %), а явка — свыше 25 млн человек. Инаугурация нового президента Египта состоится 7 или 8 июня. А Хамдин Сабахи уже признал своё поражение на выборах, выступая на пресс-конференции в Каире, заявив о «готовности принять любые итоги выборов, если они исходят от народа. Мы уважаем выбор народа и признаем своё поражение», усомнившись в верности результатов по явке избирателей. Глава Высшей избирательной комиссии Египта Абдель Азиз Салман заявил, что официальные итоги выборов будут объявлены 3 июня. Министр иностранных дел Объединенных Арабских Эмиратов Анвар Гаргаш заявил, что результаты выборов дают «новую надежду» Египту, и что «нам необходимо всячески поддержать выбор народа Египта. Данная страна и её люди дороги нам. Проблемы Египта очевидны и ожидания перемен огромны, но то, что мы наблюдаем сегодня вселяет надежду на положительные перемены в течение ближайших трех лет».
31 мая Хамдин Сабахи подал в избирательную комиссию жалобу, в которой сослался на выявленные нарушения. В частности, на избирательных участках в дни выборов сторонники ас-Сиси вели за него агитацию, были замечены другие злоупотребления. Кроме этого, Сабахи потребовал аннулировать все голоса, поданные на третий день голосования. Позже, Высшая избирательная комиссия не позволила Сабахи оспорить результаты голосования.
3 июня Высшая избирательная комиссия объявила официальные итоги выборов, по которым Ас-Сиси набрал 96,91 % голосов избирателей (23,7 млн человек), Хамдин Сабахи — 3,09 %. Явка составила 47,75 % (почти 54 млн человек). После этого, новоизбранный президент выступил с заявлением по национальному телевидению:
Настало время трудиться ради лучшего будущего. Грядущее даёт нам карт-бланш, и с ним можно сделать всё, что мы захотим.